# Сент Винсент и Гренадини на Светском првенству у атлетици на отвореном 2013.
Сент Винсент и Гренадини је на Светском првенству у атлетици на отвореном 2013. одржаном у Москви од 10. до 18. августа учествовао четрнаести пут, односно  учествовао на свим првенствима до данас. Репрезентацију Сент Винсента и Гренадина представљало је двоје такмичара (1 мушкарац и 1 жена) који су се такмичили у три дисциплине (1 мушка и 2 женске).,
На овом првенству Сент Винсент и Гренадини није освојио ниједну медаљу. Није било нових националних рекорда, али је био један лични рекорд сезоне.

## Учесници
| Мушкарци: - Кортни Карл Вилијамс — 200 м | Жене: - Кинеке Александар — 200 м, 400 м |  |

## Резултати

### Мушкарци
| Атлетичар            | Дисциплина | Лични рекорд | Квалификације | Квалификације | Полуфинале           | Полуфинале           | Финале               | Финале       | Детаљи |
| Атлетичар            | Дисциплина | Лични рекорд | Резултат      | Место         | Резултат             | Место                | Резултат             | Место        | Детаљи |
| -------------------- | ---------- | ------------ | ------------- | ------------- | -------------------- | -------------------- | -------------------- | ------------ | ------ |
| Кортни Карл Вилијамс | 200 м      | 21,22        | 21,98         | 8. у гр. 5    | Није се квалификовао | Није се квалификовао | Није се квалификовао | 49 / 55 (56) |        |

### Жене
| Атлетичарка       | Дисциплина | Лични рекорд | Квалификације | Квалификације | Полуфинале            | Полуфинале            | Финале                | Финале       | Детаљи |
| Атлетичарка       | Дисциплина | Лични рекорд | Резултат      | Место         | Резултат              | Место                 | Резултат              | Место        | Детаљи |
| ----------------- | ---------- | ------------ | ------------- | ------------- | --------------------- | --------------------- | --------------------- | ------------ | ------ |
| Кинеке Александар | 200 м      | 23,00        | 23,42         | 8. у гр. 5    | Није се квалификовала | Није се квалификовала | Није се квалификовала | 33 / 46 (50) |        |
| Кинеке Александар | 400 м      | 51,35 НР     | 51,62 КВ, ЛРС | 3. у гр. 1    | 51,62                 | 3. у гр. 1            | Није се квалификовала | 15 / 35 (36) |        |